# Ted Reeve Arena
Le Ted Reeve Arena est une salle de sports située à Toronto en Ontario au Canada.
Sa capacité maximale peut atteindre jusqu'à 1800 places.

## Histoire
Elle a été construite en 1954 en l'honneur de l'athlète canadien Ted Reeve (en). Elle est connue pour être l'une des salles principales où la Ring of Honor réalise ses spectacles,.